# 丘特卡河
丘特卡河（羅馬化：Chutka）是烏克蘭中部的河流，屬於佳斯明河的右支流，發源自尤希莫韋以南，流經基洛夫格勒州和切爾卡瑟州，河口處在斯泰齊夫卡以北，河道全長22公里。